# موش (منطقةالبروج)

موش (子) یکی از ۱۲ حیوانی است که بنا بر تقویم چینی و تقویم مغولی هر ۱۲ سال یک بار در منطقةالبروج چینی و منطقةالبروج مغولی ظاهر می‌شود.

## سال‌ها و پنج عنصر
افرادی که در فاصلهٔ بین این تاریخ‌ها زاده شده‌اند را می‌توان زادگان سال موش نامید:
●  ۱۵ بهمن ۱۳۰۲ – ۳ بهمن ۱۳۰۳: موش چوب
●  ۳ بهمن ۱۳۱۴ – ۲۱ بهمن ۱۳۱۵: موش آتش
●  ۲۰ بهمن ۱۳۲۶ – ۸ بهمن ۱۳۲۷: موش خاک
●  ۷ بهمن ۱۳۳۸ – ۲۵ بهمن ۱۳۳۹: موش فلز
●  ۲۶ بهمن ۱۳۵۰ – ۱۳ بهمن ۱۳۵۱: موش آب
●  ۱۳ بهمن ۱۳۶۲ – ۳۰ بهمن ۱۳۶۳: موش چوب
●  ۳۰ بهمن ۱۳۷۴ – ۱۸ بهمن ۱۳۷۵: موش آتش
●  ۱۸ بهمن ۱۳۸۶ – ۶ بهمن ۱۳۸۷: موش خاک
●  ۵ بهمن ۱۳۹۸ – ۲۳ بهمن ۱۳۹۹: موش فلز
●  ۲۲ بهمن ۱۴۱۰ – ۱۱ بهمن ۱۴۱۱: موش آب

## موش منطقةالبروج چینی
| علامت | سازگار با                                          | ناسازگار با        |
| موش   | میمون، موش، اژدها، مار، خرگوش، ورزا، سگ، خوک و ببر | خروس، اسب و گوسفند |